# 约翰·克劳泽
約翰·弗朗西斯·克勞澤（英語：John Francis Clauser，/ˈklaʊzər/，1942年12月1日—）是一名美國理論和實驗物理學家，以對量子力學基礎的貢獻而知名，特別是克勞澤-霍恩-希莫尼-霍爾特不等式。
他與阿蘭·阿斯佩和安東·蔡林格共同獲得2022年諾貝爾物理學獎，表彰其「在有關量子糾纏的實驗，確立貝爾不等式的違背驗證以及開拓量子資訊科學」。

## 生平
克勞澤於1942年12月1日出生於加利福尼亞州帕薩迪納。他於1964年獲得加州理工學院的物理學學士學位，並於1966年獲得物理學碩士學位，1969年在哥倫比亞大學獲得物理學博士學位，師從帕特里克·撒迪厄斯。
1969年至1996年，他主要在勞倫斯伯克利國家實驗室、勞倫斯利弗莫爾國家實驗室和加利福尼亞大學伯克利分校工作。1972年，他與斯圖爾特·弗里德曼合作，對CHSH-貝爾定理的預測進行首次實驗測試。這是對違反貝爾不等式的第一次實驗觀察。
1974年，他與邁克爾·霍恩合作，首次表明貝爾定理的一般化為所有自然界的局部現實主義理論（又稱客觀局部理論）提供嚴格的約束。這項工作引入克勞澤-霍恩不等式，作為本地現實主義所設定的第一個完全通用的實驗要求。它還引入了「CH無增強假設」，從而使CH不等式簡化為CHSH不等式，並使相關的實驗測試也約束局部現實主義。同樣在1974年，他首次觀察到光的亞泊松統計（通過違反經典電磁場的柯西-施瓦茨不等式），從而首次證明光子明確的粒子狀特徵。1976年，他對CHSH-貝爾定理的預測進行世界上第二次實驗測試。
克勞澤與阿蘭·阿斯佩和安東·蔡林格一起獲得2010年的沃爾夫物理學獎。這三人還共同獲得2022年的諾貝爾物理學獎。

## 外部連結
- 约翰·克劳泽 （页面存档备份，存于）在Nobelprize.org的資料
- Oral history interview transcript with John Clauser on 20, 21, and 23 May 2020, American Institute of Physics, Niels Bohr Library & Archives （页面存档备份，存于）
- 约翰·克劳泽的個人網頁 （页面存档备份，存于）